# 정인소
정인소(鄭寅笑, 1907년 11월 11일 ~ 1977년 8월 21일)는 대한민국의 정치인이다. 제5대 국회의원을 지냈다.

## 학력
- 일본대판부립중학교졸업
- 중국북경외국어전문학교세계어과졸업
- 일본구주제대법대법문학부정경과졸업
- 미국피풀스대학원문학박사취득

- 만국세계어학사원원
- 국학ㆍ국민대학교수
- 푸람파싸대학학장
- 국제웅변대학학장
- 청주대대학원장
- 신생활일보사이사장
- 제5대국회의원(무소속, 충북 음성군)

## 역대 선거 결과
|  | 15.92% |

|  | 8.40% |

|  | 0% |

|  | 3.45% |

|  | 2.18% |

|  | 0.99% |